# Seasons (Ayumi Hamasaki)
Seasons è un brano musicale della cantante giapponese Ayumi Hamasaki, pubblicato come suo sedicesimo singolo il 7 giugno 2000. Il brano è il terzo estratto dall'album Duty ed è arrivato alla prima posizione della classifica Oricon dei singoli più venduti in Giappone vendendo un totale di 1.362.740 copie, e diventando il quinto singolo più venduto dell'anno in Giappone. Seasons è stato utilizzato come tema musicale del drama Tenkiyohō no Koibito' e come parte della colonna sonora del videogioco Daigasso! Band Brothers.

## Tracce
CD Maxi AVCD-30119
Testi e musiche di Ayumi Hamasaki e D.A.I.
1. Seasons
2. Seasons (Acoustic Orchestra Version)
3. To Be (Acoustic Orchestra Version)
4. Seasons (so happy so sad mix)
5. Seasons (Jonathan Peters' Radio Mix)
6. Seasons (Rays of Light mix)
7. Seasons (Neutralize : Final Attack Mix)
8. Seasons (D-Z BLUE SUNBEAM MIX)
9. Seasons (Dub's Rain of duv Remix)
10. Seasons (Instrumental)
11. ever free (HAL'S MIX 2000)

Durata totale: 55:14

## Classifiche
| Classifica (2000)           | Posizione più alta |
| --------------------------- | ------------------ |
| Oricon Weekly Singles Chart | 1                  |